# Джордж Мюллер
Джордж Мюллер (27 вересня 1805, Кроппенштедт — 10 березня 1898, Бристоль) — християнський євангеліст і директор притулку Ешлі Даун у Бристолі, Англія. Він був одним із засновників руху Плімутських братів. Пізніше, під час розколу, він став засновником групи під назвою Open Brethren.

## Автобіографія
Він народився в Пруссії, в юності крав, вживав алкоголь і грав у карти. Його мати померла, коли йому було 15 років. За наполяганням батька він відправився вивчати теологію в Галле, де пережив духовне навернення.
Він хотів стати місіонером серед євреїв, тому поїхав до Лондона в Місійний інститут. Однак він відмовився від цього і став проповідником невеликої громади. У 1830 році він одружився і переїхав до Англії, де оселився в Бристолі. Він опікувався сиротами у найбідніших частинах міста. 63 роки керував дитячими будинками. Протягом багатьох років завдяки його діяльності було дано християнську освіту близько 122 тис. дітей. Він поширив близько 250 тис. Біблій та майже 1,5 мільйона Нових Завітів. Він надав місіонерам по всьому світу приблизно 250 тис. фунтів фінансової допомоги. Спочатку він був баптистом, а потім залучився до братів Плімут.